# Szent Miklós katolikus templom (Kiel)
A Szent Miklós-főplébániatemplom Németország Schleswig-Holstein tartományában található és Kiel ill. egyben a tartomány katolikus főtemploma. A neogótikus templomot 1890-ben kezdték építeni és a reformáció óta az első új katolikus egyházi épület volt, máig is csak a lakosság kis hányada katolikus. A háromhajós bazilikát poligonális apszis zárja. A templomot 1893-ban az osnabrücki püspök Berhard Höting szentelte fel.
A templom – bár viszonylag új épület más templomokkal összehasonlítva – oltárképe egy 1515-ből való triptichon, melyen nyitott állapotában középen Mária a gyermek Jézussal látható Szent Borbála és Szent Margit társaságában. A bal oldalon Szent Sebestyén a jobb oldalon pedig Szent János Cantius látható. Csukott állapotában Szent Miklós életéből láthatunk jeleneteket.